# Мюллер-Вайссина, Беттина
Беттина Мюллер-Вайссина (нем. Bettina Müller-Weissina; род. 12 июля 1973, Берлин) — австрийская легкоатлетка немецкого происхождения, специалистка по бегу на короткие дистанции. Выступала за сборную Австрии по лёгкой атлетике в 2000-х годах, многократная победительница и призёрка первенств национального значения, участница летних Олимпийских игр в Афинах.

## Биография
Беттина Мюллер родилась 12 июля 1973 года в Западном Берлине, ФРГ. Занималась лёгкой атлетикой в Вене, выступала за столичный одноимённый клуб LCC Wien. В 1998 году получила гражданство Австрии.
Первые высокие результаты на крупных турнирах стала показывать в 1997 году, но уже год спустя была дисквалифицирована на 2 года за применение анаболических стероидов.
В 2001 году впервые одержала победу на чемпионате Австрии в беге на 100 метров, вошла в состав австрийской национальной сборной, с которой выступала на различных международных стартах в Европе.
В 2002 году выступила на чемпионате Европы в Мюнхене, бежала 100 метров и эстафету 4 × 100 метров.
В 2003 году на зимнем чемпионате Австрии в Линце получила серебро в беге на 60 метров и установила свой личный рекорд — 7,25. В той же дисциплине дошла до полуфинала на чемпионате мира в помещении в Бирмингеме.
В 2004 году участвовала в чемпионате мира в помещении в Будапеште, так же дойдя до полуфинала. В беге на 100 метров с личным рекордом 11,26 победила на чемпионате Австрии в Вольфсберге. Благодаря этому успешному выступлению удостоилась права защищать честь страны на летних Олимпийских играх в Афинах — в итоге в 100-метровой дисциплине остановилась на стадии четвертьфиналов.
В 2006 году бежала 100 метров на чемпионате Европы в Гётеборге.
В 2007 году дошла до полуфинала в беге на 60 метров на чемпионате Европы в помещении в Бирмингеме, тогда как в беге на 100 метров выиграла серебряную медаль на Всемирных военных играх в Хайдарабаде.
В 2008 году участвовала в чемпионате мира в помещении в Валенсии, дошла до полуфинала.
В 2009 году бежала 60 метров на чемпионате Европы в помещении в Турине.
В общей сложности Мюллер-Вайссина четыре раза становилась чемпионкой Австрии в дисциплине 100 метров (2001, 2004, 2006, 2008) и три раза в дисциплине 60 метров (2004, 2007, 2008).
В 2010 году спортсменку вновь уличили в нарушении антидопинговых правил, ей грозила пожизненная дисквалификация. Национальное антидопинговое агентство Австрии заподозрило её в приобретении гормонов роста. Продавец, с которым бегунья контактировала, уже находился под следствием по поводу распространения запрещенных препаратов.